# Harry Hindemith
Harry Hindemith, né le 16 juin 1906 à Bruxelles et mort le 21 janvier 1973 à Berlin-Est, est un acteur allemand. Il est apparu dans environ quatre-vingts films de 1946 à 1973 en République démocratique allemande.

## Biographie
Fils d'ouvrier, Harry Hindemith quitte Bruxelles avec sa famille en 1914 pour aller vivre à Mannheim. Après le collège, il travaille comme garçon de course et fait des études à l'école supérieure de musique de Mannheim de 1928 à 1930. Il commence sa carrière d'acteur en 1930.
Il se produit sur plusieurs scènes théâtrales, à Würzburg, Wuppertal ou encore Rostock. Après guerre, il joue le rôle de Saladin dans la mise de la création de Nathan der Weise au Deutsches Theater de Berlin. À partir de 1946, il acquiert aussi une notoriété en jouant dans environ 80 films de cinéma de la DEFA et des téléfilms.
De 1954 à 1973, il interprète des rôles pour la Volksbühne, entre autres le Guillaume Tell, dans la pièce éponyme, le vieux Miller dans Kabale und Liebe, Talbot dans Maria Stuart. Il joue également dans des pièces du théâtre contemporain.

## Filmographie sélective
| Année | Titre                                |
| ----- | ------------------------------------ |
| 1946  | Irgendwo in Berlin                   |
| 1948  | Straßenbekanntschaft                 |
| 1949  | Unser täglich Brot                   |
| 1950  | La Famille Benthin (Familie Benthin) |
| 1950  | Der Auftrag Höglers                  |
| 1952  | Roman einer jungen Ehe               |
| 1953  | Anna Susanna                         |
| 1953  | Jacke wie Hose                       |
| 1957  | Schlösser und Katen                  |
| 1957  | Bärenburger Schnurre                 |
| 1957  | Der Fackelträger                     |
| 1958  | Les Misérables                       |
| 1959  | SAS 181 antwortet nicht              |
| 1960  | Zu jeder Stunde                      |
| 1960  | Schritt für Schritt                  |
| 1961  | Blanche-Neige (Schneewittchen)       |
| 1963  | Die Affäre Heyde-Sawade (télévision) |
| 1963  | An französischen Kaminen             |
| 1965  | Denk bloß nicht, ich heule           |
| 1965  | Solange Leben in mir ist             |
| 1967  | Brot und Rosen                       |
| 1967  | Die Fahne von Kriwoj Rog             |

## Distinctions et récompenses
- 1950 : Prix national de la République démocratique allemande IIIe classe pour Unser täglich Brot (1949) (collectif)
- 1951 : Prix national de la République démocratique allemande IIe classe pour les représentations de la pièce de théâtre Brigade Karhan  (collectif)
- 1960 : Médaille du mérite de la NVA (Argent) pour Schritt für Schritt
- 1961 : Ordre du mérite patriotique (Argent)
- 1966 : Médaille Johannes-R.-Becher (Or)